# Roy Chipolina
Roy Chipolina, né le 20 janvier 1983 à Enfield, est un footballeur international gibraltarien.

## Biographie

### Carrière de joueur

#### Lincoln Red Imps (depuis 2006)
Il signe un contrat en 2006 qui le lie au club de Lincoln Red Imps (qui évolue Gibraltar National League) jusqu'en juin 2022. 

### Équipe nationale
Roy Chipolina est convoqué pour la première fois par le sélectionneur national Allen Bula pour un match amical face à la Slovaquie le 19 novembre 2013, qui se solde par un score nul et vierge (0-0), ce qui constitue déjà une performance. Il est nommé capitaine. Le 1er mars 2014, il marque le premier but dans l'histoire du football gibraltarien, lors d'une défaite contre les îles Féroé.
Il compte 74 sélections et cinq buts avec l'équipe de Gibraltar depuis 2013.

## Statistiques

### Buts en sélection
Le tableau suivant liste tous les buts inscrits par Roy Chipolina avec l'équipe de Gibraltar.